# Turbo (mollusque)
Pour les articles homonymes, voir Turbo.
Genre
Le genre Turbo regroupe des espèces de gastéropodes prosobranches de la famille des Turbinidae, parfois appelés « turbans » en français. 
Ils sont célèbres pour leur opercule massif, souvent retrouvé isolé sur les plages (la coquille des individus morts étant le plus souvent appropriée par un pagure), et communément appelé « Œil de Sainte Lucie ». 

## Liste des espèces
Selon World Register of Marine Species (23 septembre 2014) :
- Turbo acutangulus Linnaeus, 1758

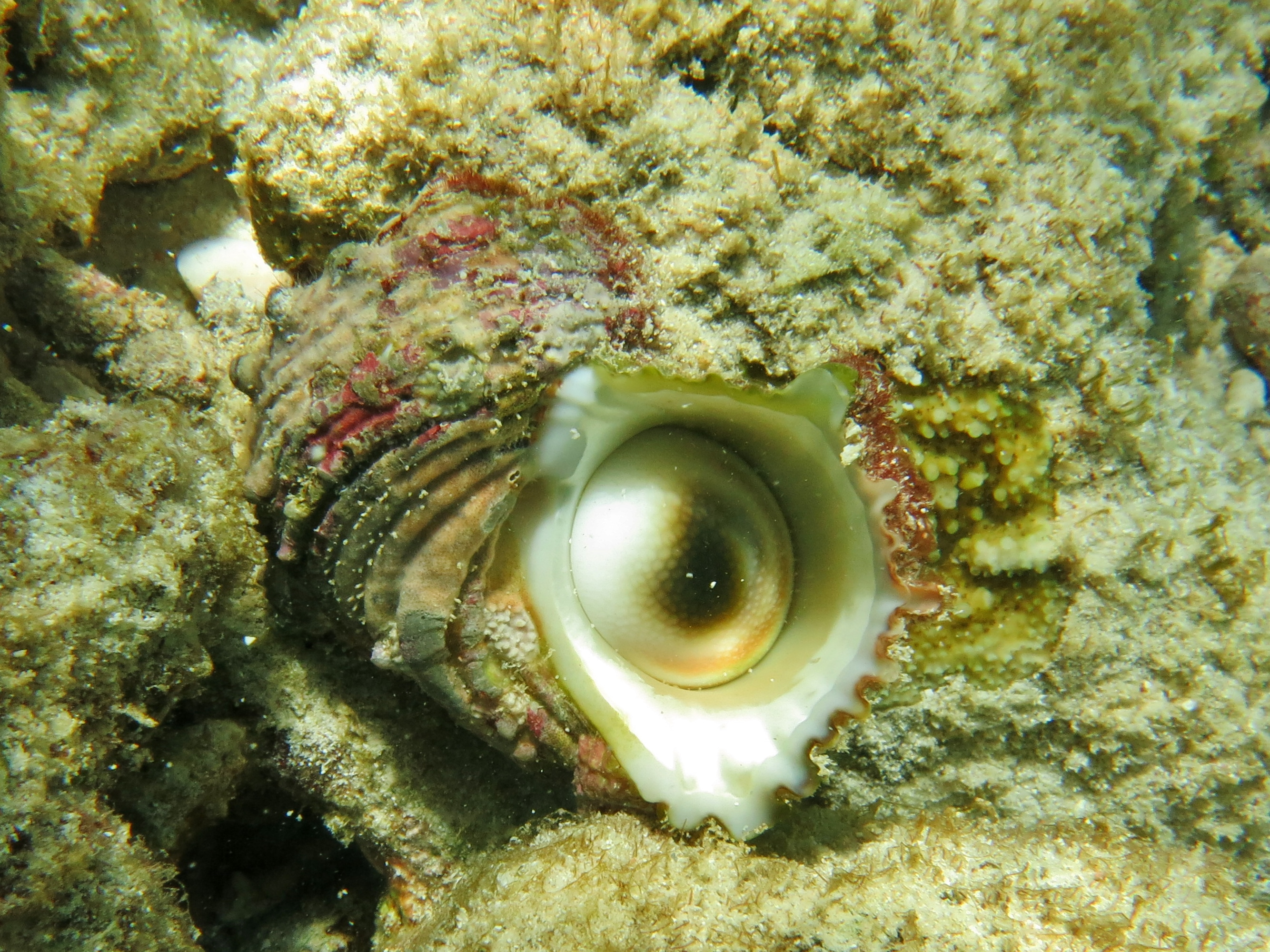
Turbo argyrostomus

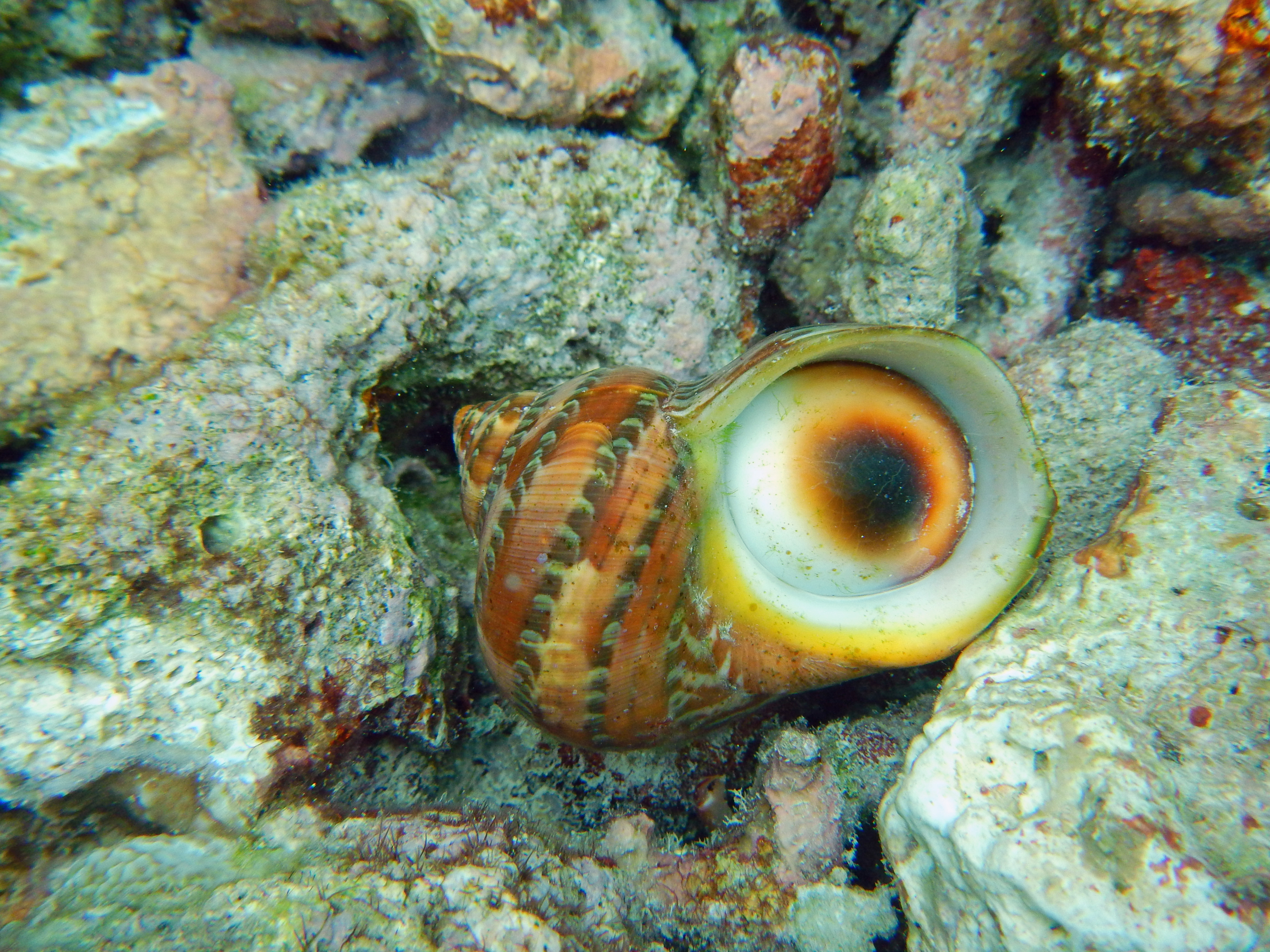
Turbo petholatus

- Turbo albofasciatus Bozzetti, 1994
- Turbo albus Pennant, 1777
- Turbo angelvaldesi Ortea & Espinosa, 1996
- Turbo argyrostomus Linnaeus, 1758
- Turbo artensis Montrouzier, 1860
- Turbo articulatus Reeve, 1848
- Turbo bozzettiana Bozzetti, 2011
- Turbo bruneus (Röding, 1798)
- Turbo cailletii P. Fischer & Bernardi, 1856
- Turbo canaliculatus Hermann, 1781
- Turbo castanea Gmelin, 1791
- Turbo cepoides E. A. Smith, 1880
- Turbo cernicus G. B. Sowerby III, 1896
- Turbo chinensis Ozawa & Tomida, 1995
- Turbo chrysostomus Linnaeus, 1758
- Turbo cidaris Gmelin, 1791
- Turbo concinnus Philippi, 1846
- Turbo cornutus Lightfoot, 1786
- Turbo crassus W. Wood, 1828
- Turbo crenellus Linnaeus, 1758
- Turbo debesi Kreipl & Alf, 2000
- Turbo disjunctus Anton, 1838
- Turbo elegans Philippi, 1846
- Turbo eroopolitanus Issel, 1869
- Turbo excellens G. B. Sowerby III, 1914
- Turbo exquisitus Angas, 1877
- Turbo fakaauensis Tröndlé & Letourneux, 2012 †
- Turbo fluctuosus W. Wood, 1828
- Turbo foveolatus Barnard, 1963
- Turbo funiculosus Kiener, 1848
- Turbo gemmatus Reeve, 1848
- Turbo geniculatus Brocchi, 1814 †
- Turbo gruneri Philippi, 1846
- Turbo haraldi Robertson, 1957
- Turbo haynesi (Preston, 1914)
- Turbo heisei Prado, 1999
- Turbo heterocheilus Pilsbry, 1889
- Turbo histrio Reeve, 1848
- Turbo imperialis Gmelin, 1791
- Turbo incoloratus E. A. Smith, 1899
- Turbo intercostalis Menke, 1846
- Turbo jonathani Dekker, Moolenbeek & Dance, 1992
- Turbo jourdani Kiener, 1839
- Turbo kenwilliamsi Williams, 2008
- Turbo laetus Philippi, 1849
- Turbo lajonkairii (Deshayes, 1839)
- Turbo lamniferus Reeve, 1848
- Turbo magnificus Jonas, 1844
- Turbo margaritaceus Linnaeus, 1758
- Turbo marisrubri Kreipl & Alf, 2001
- Turbo markusrufi Kreipl & Alf, 2003
- Turbo marmoratus Linnaeus, 1758
- Turbo mazatlanicus Pilsbry & Lowe, 1932
- Turbo militaris Reeve, 1848
- Turbo moluccensis Philippi, 1846
- Turbo petholatus Linnaeus, 1758
- Turbo pustulatus Brocchi, 1821
- Turbo radiatus Gmelin, 1791
- Turbo reevei Philippi, 1847
- Turbo regenfussi Deshayes, 1843
- Turbo replicatus Linnaeus, 1758
- Turbo sandwicensis (Pease, 1861)
- Turbo sarmaticus Linnaeus, 1758
- Turbo saxosus W. Wood, 1828
- Turbo sazae ( Fukuda, 2017)
- Turbo scitulus (Dall, 1919)
- Turbo setosus Gmelin, 1791
- Turbo smithi G. B. Sowerby III, 1886
- Turbo sparverius Gmelin, 1791
- Turbo squamiger Reeve, 1843
- Turbo stenogyrus P. Fischer, 1873
- Turbo ticaonicus Reeve, 1848
- Turbo tuberculosus Quoy & Gaimard, 1834
- Turbo tursicus (Reeve, 1848)
- Turbo variabilis Reeve, 1842
- Turbo walteri Kreipl & Dekker, 2009

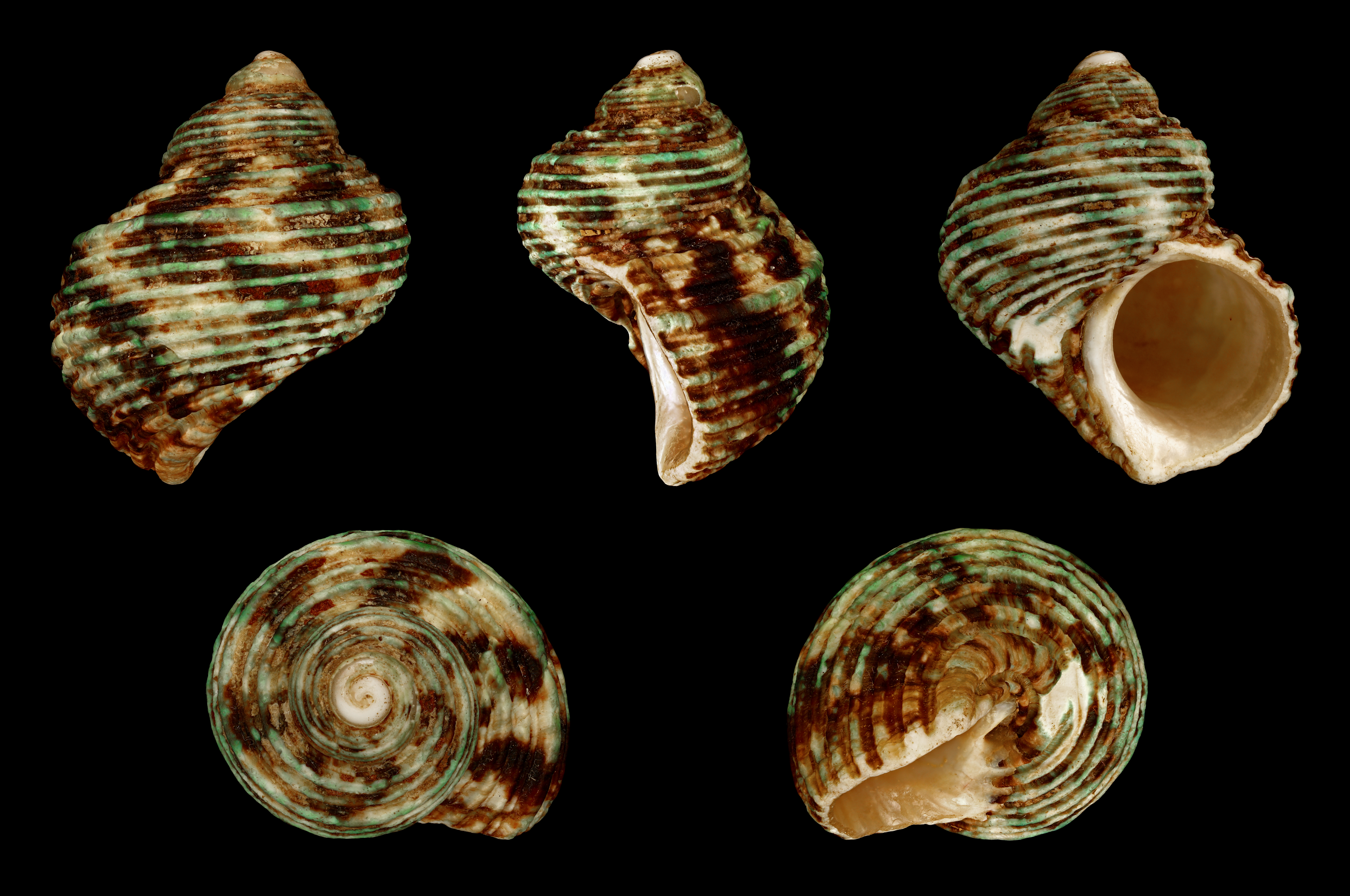
Turbo argyrostomus
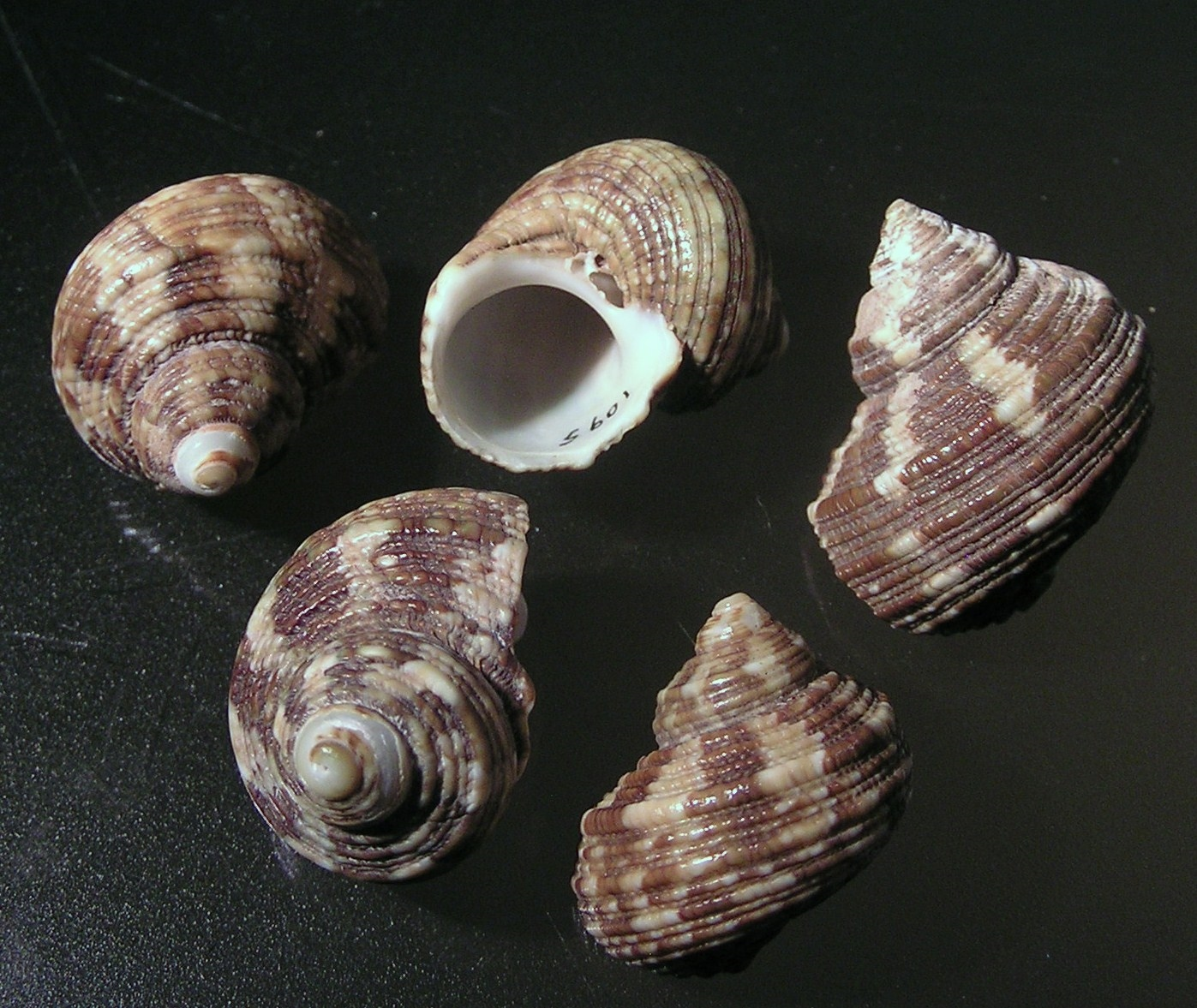
Turbo brunneus
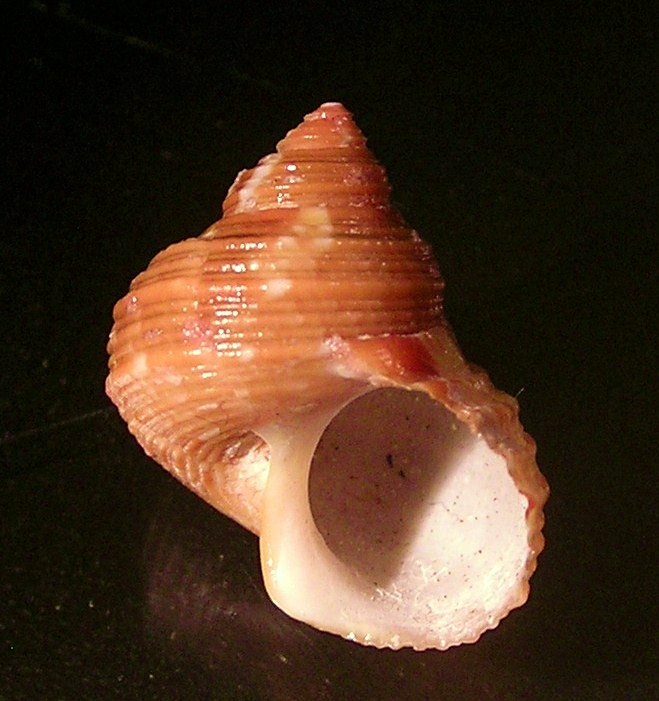
Turbo cailletii
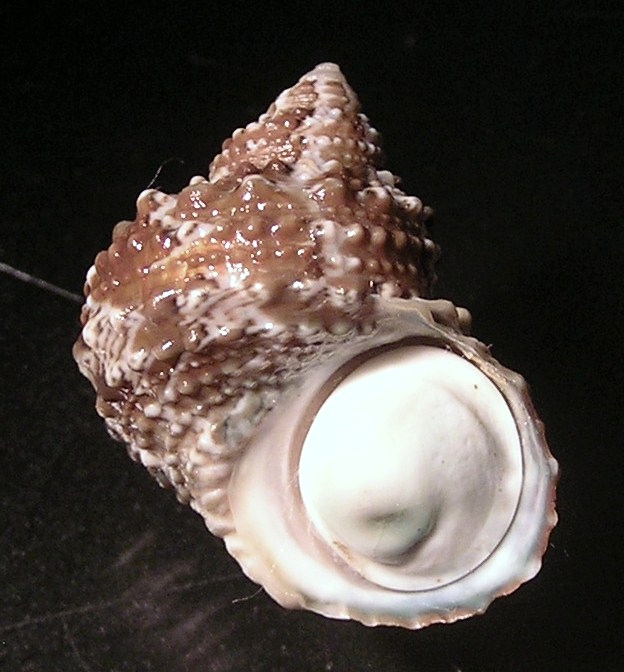
Turbo castanea
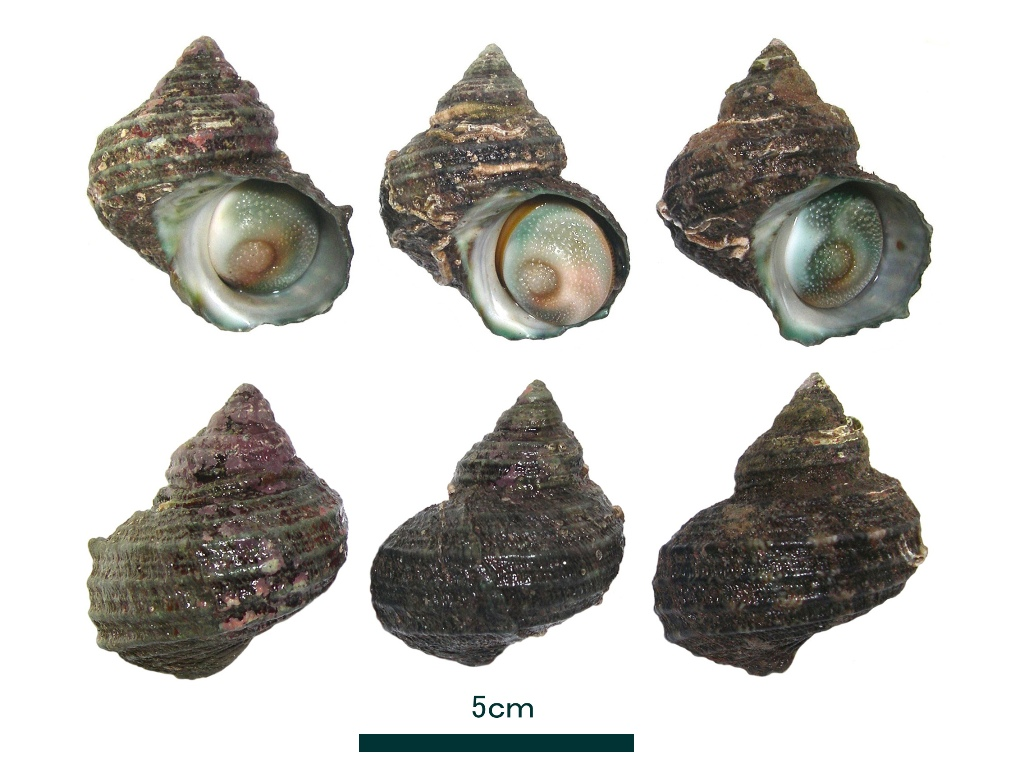
Turbo chinensis
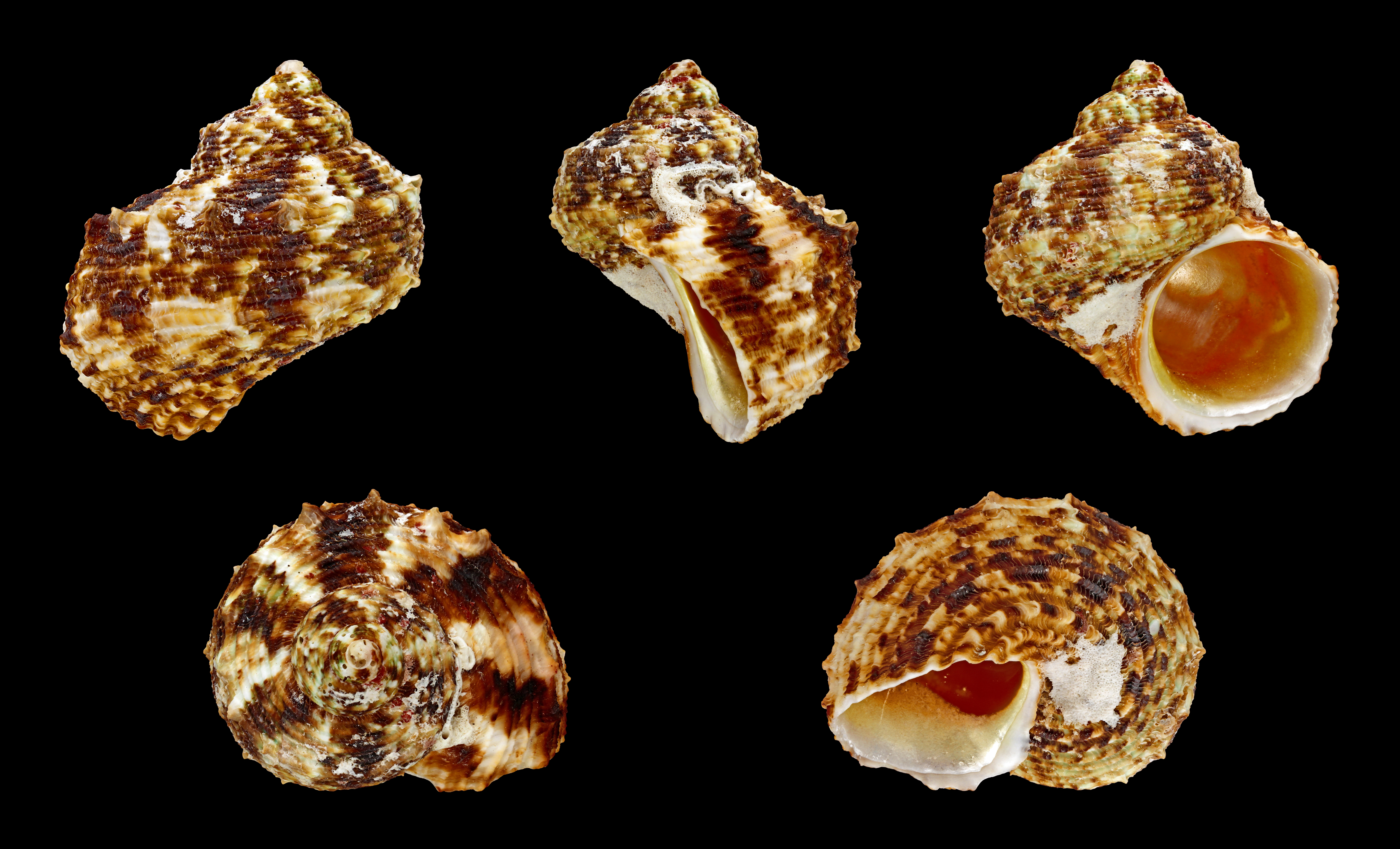
Turbo chrysostomus
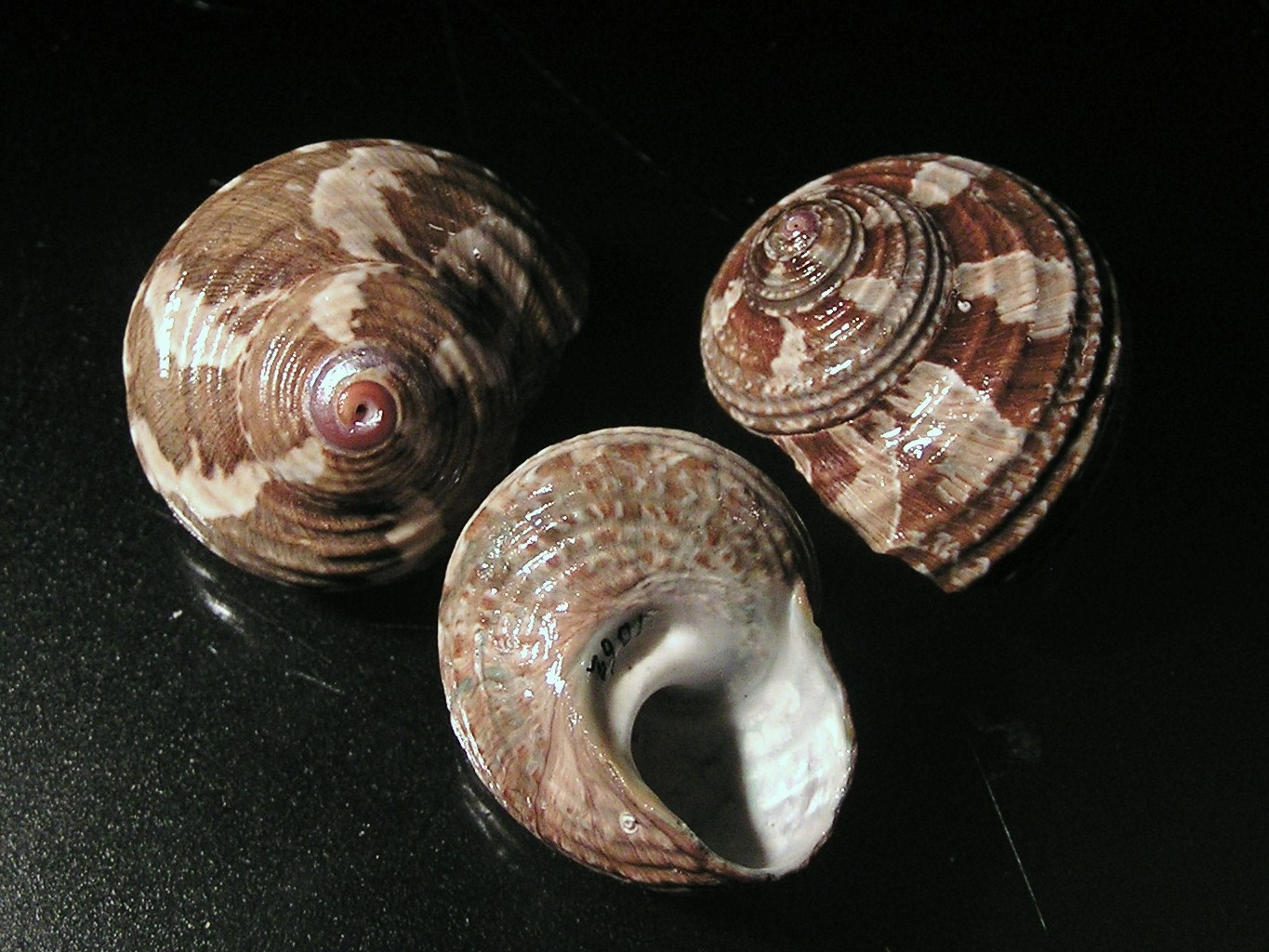
Turbo cidaris
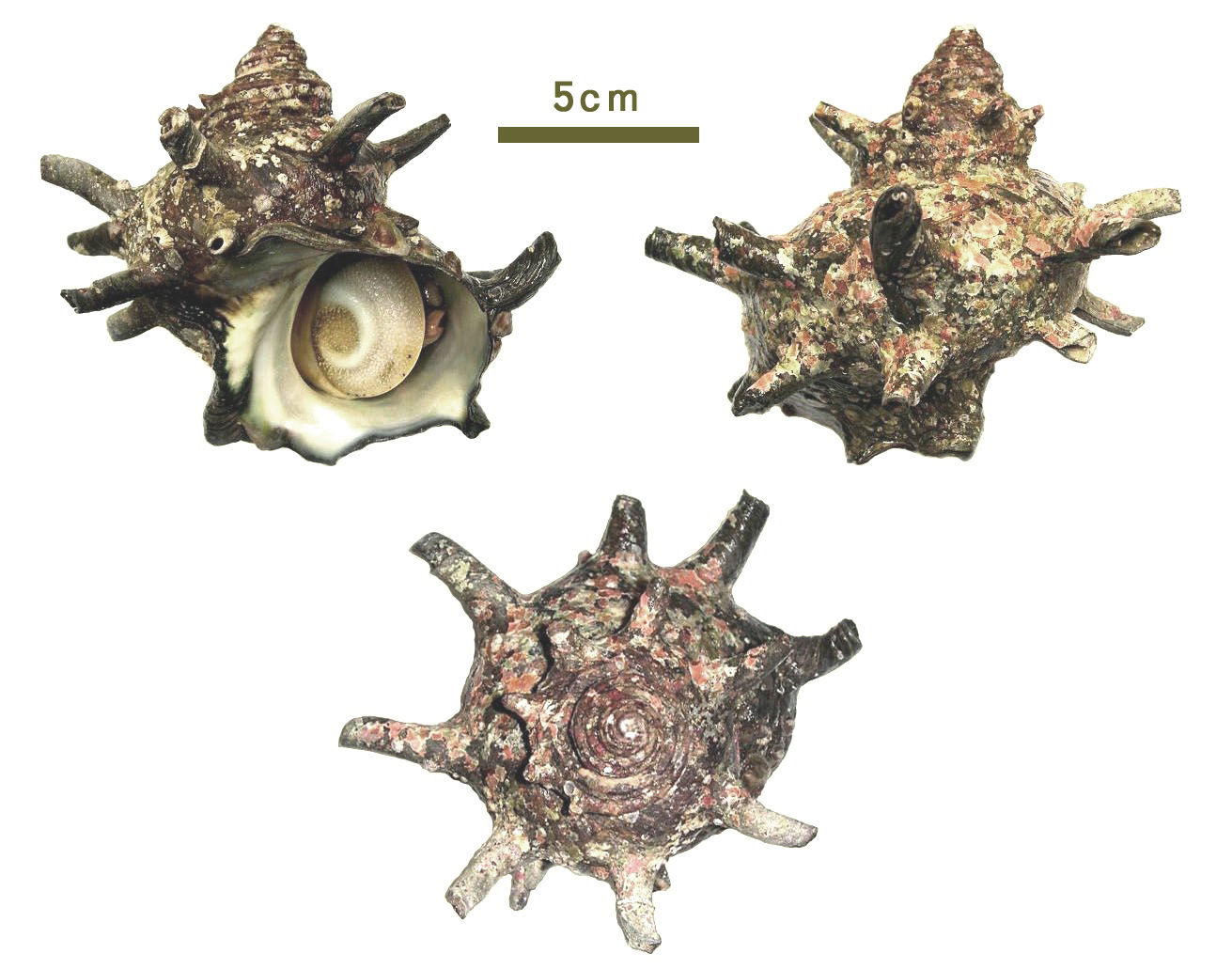
Turbo cornutus
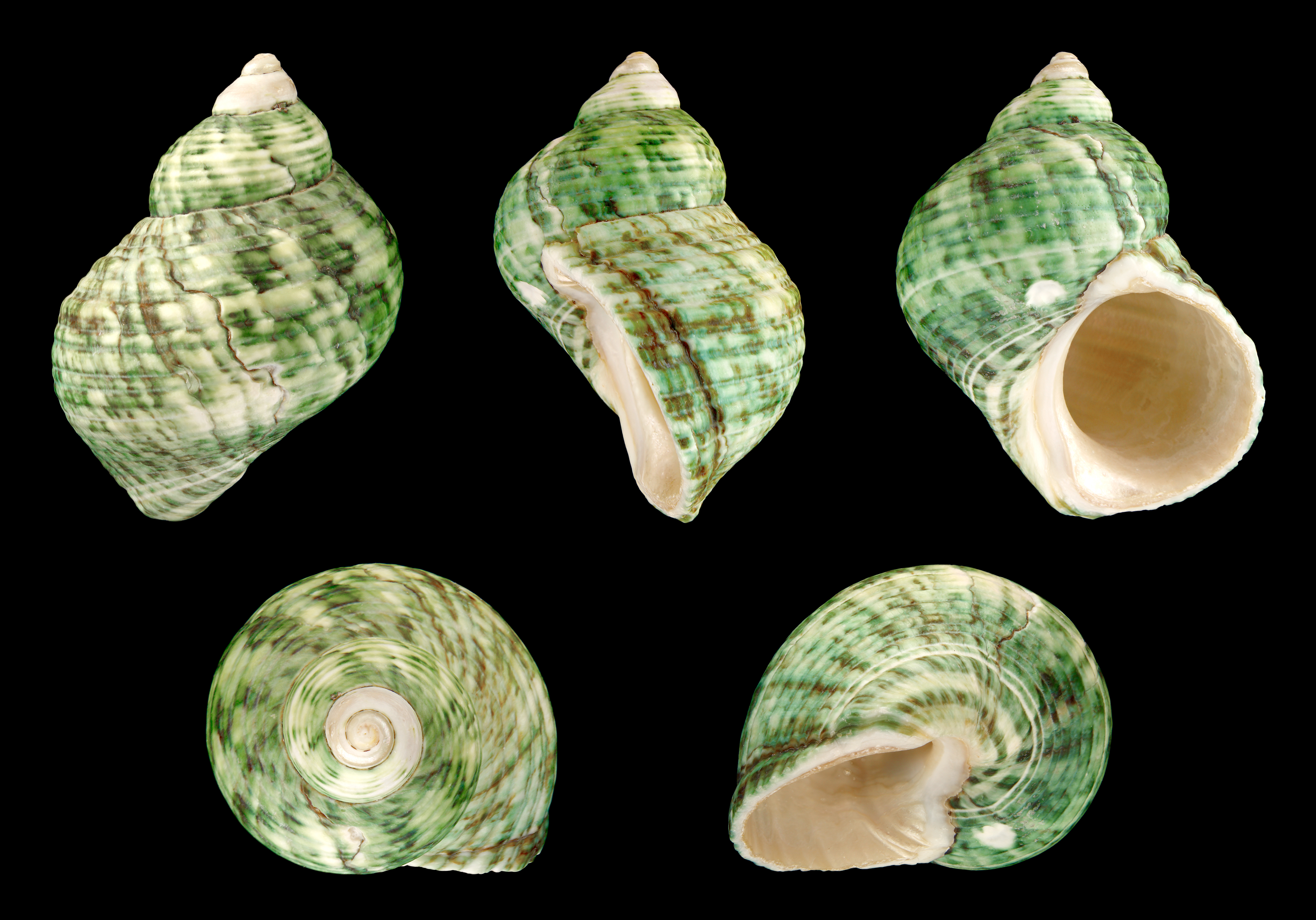
Turbo crassus
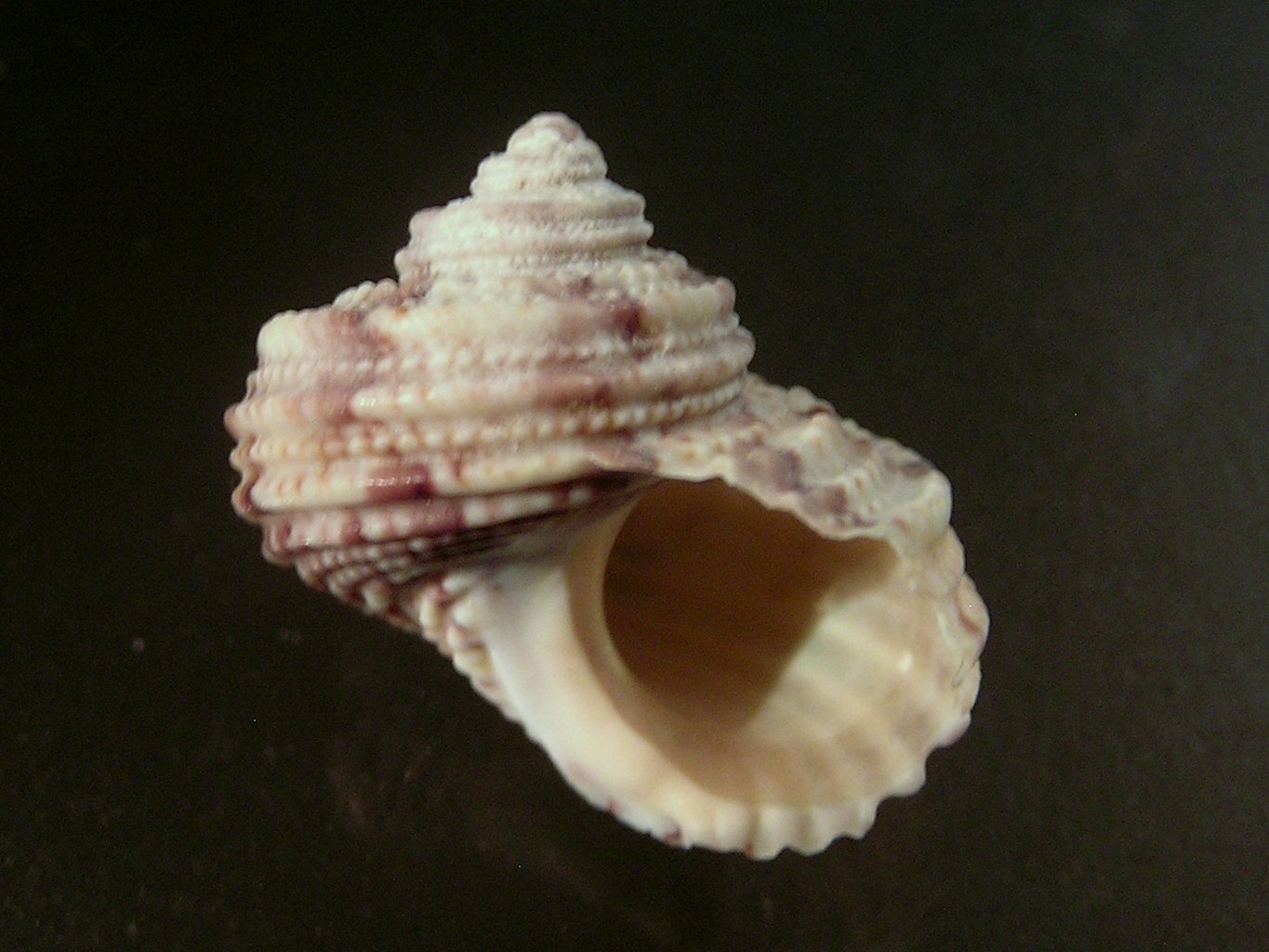
Turbo gruneri
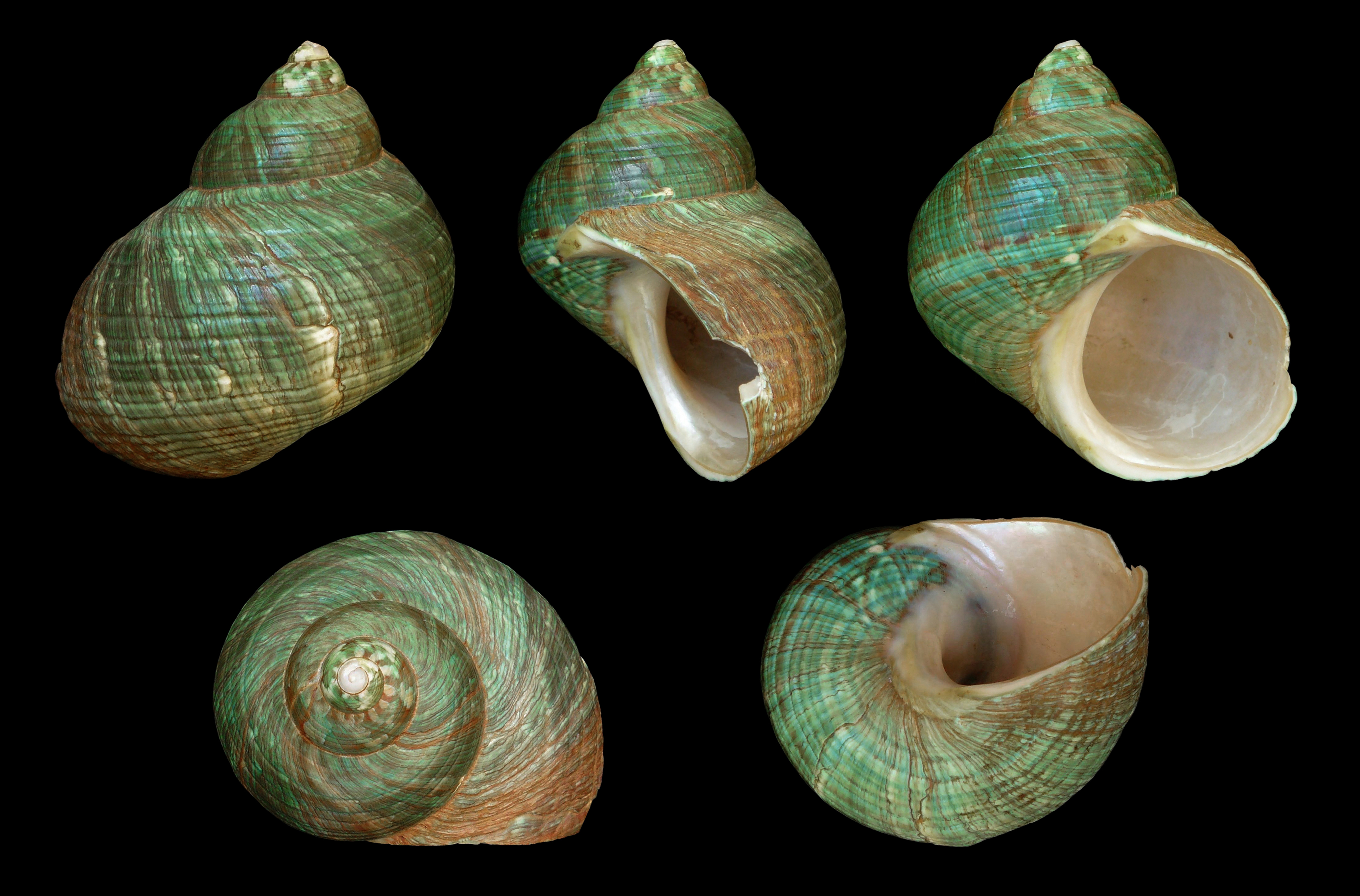
Turbo imperialis
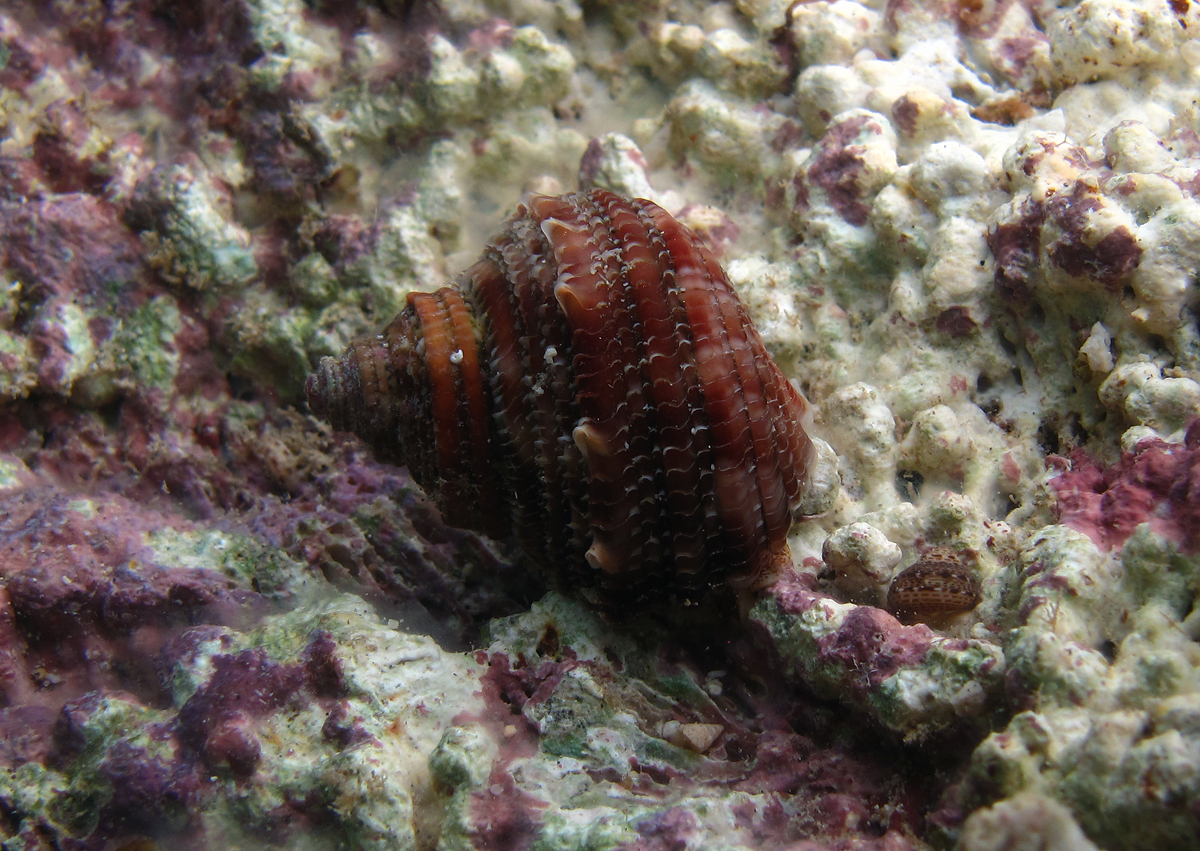
Turbo intercostalis.
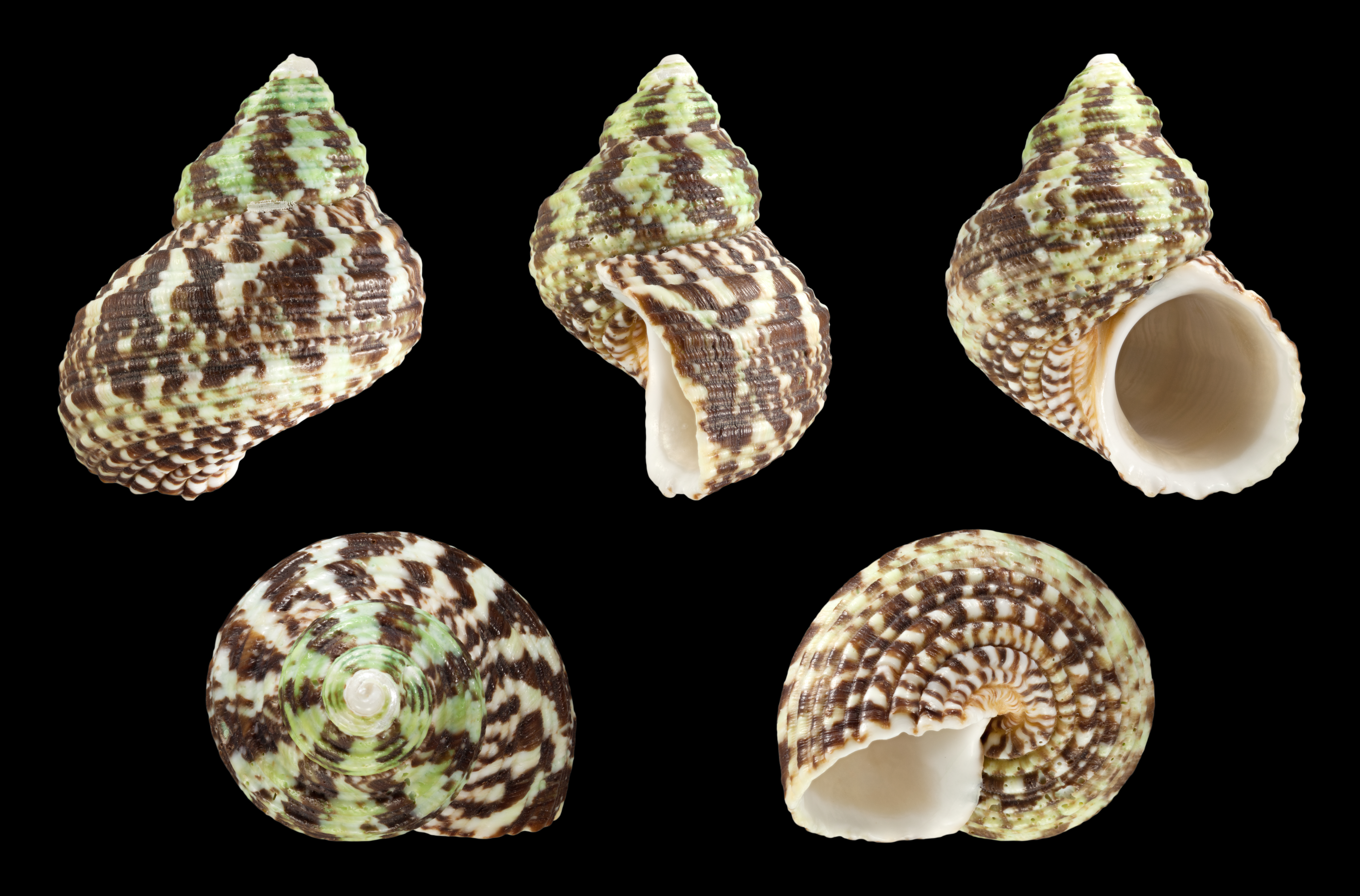
Turbo intercostalis.
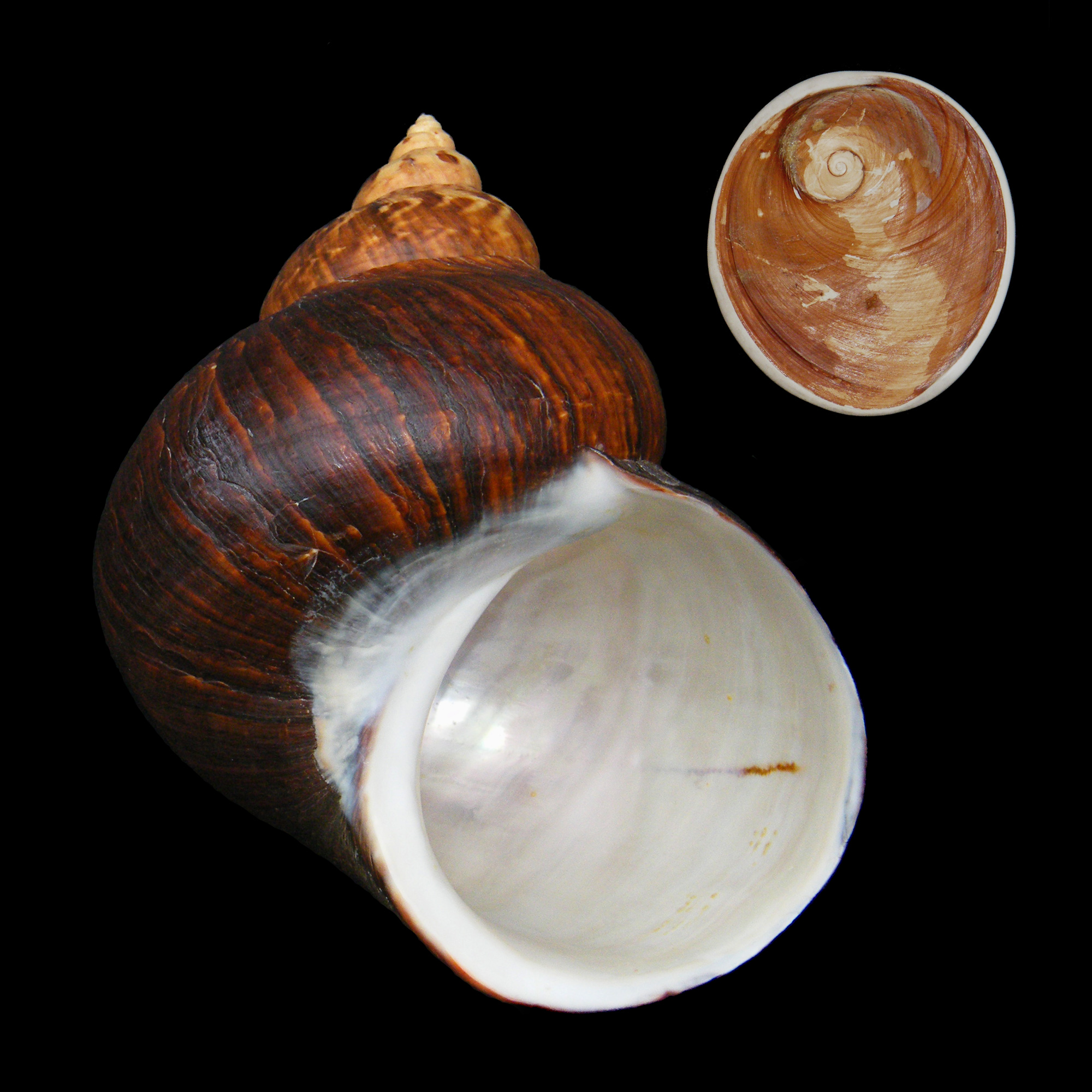
Turbo jourdani
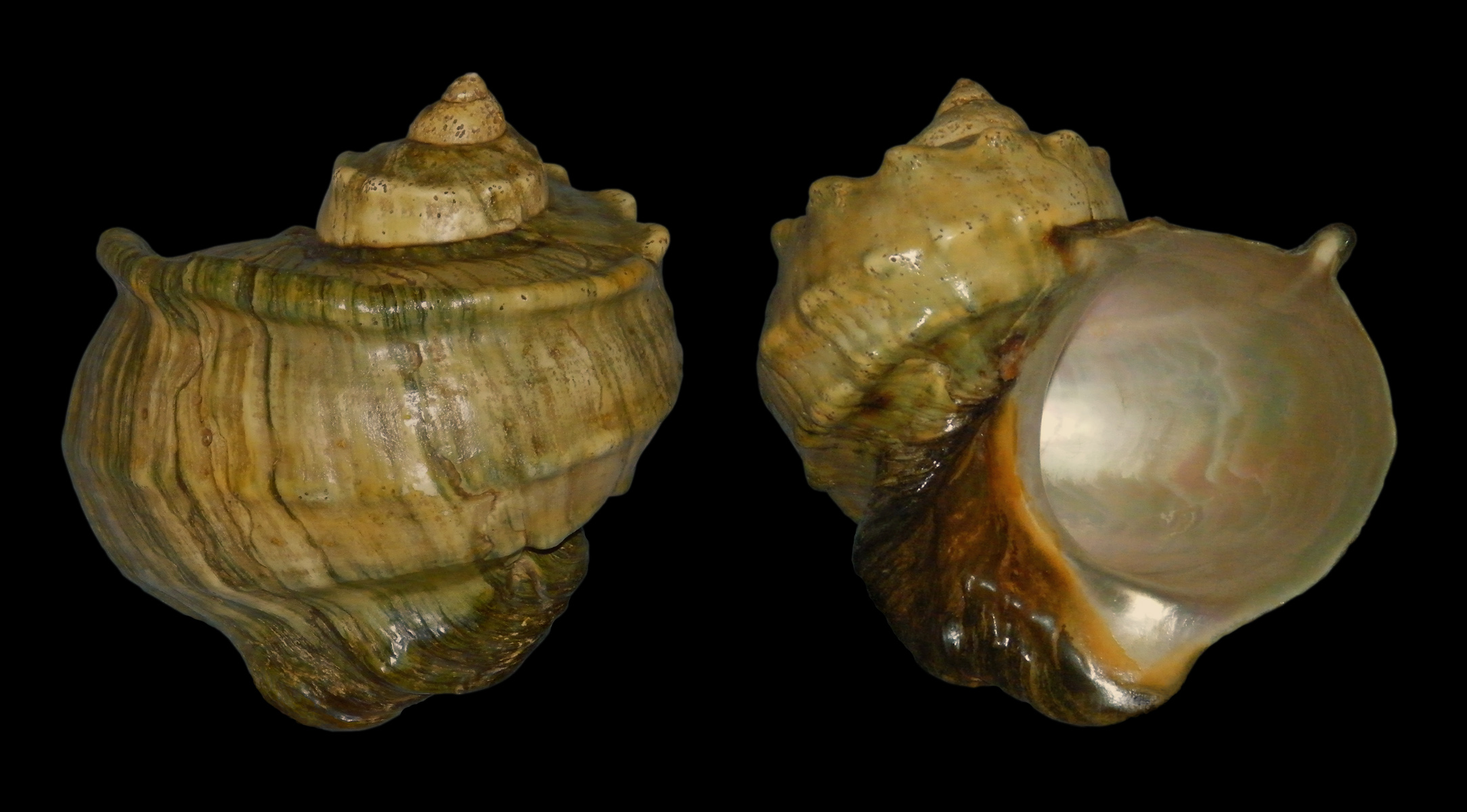
Turbo marmoratus
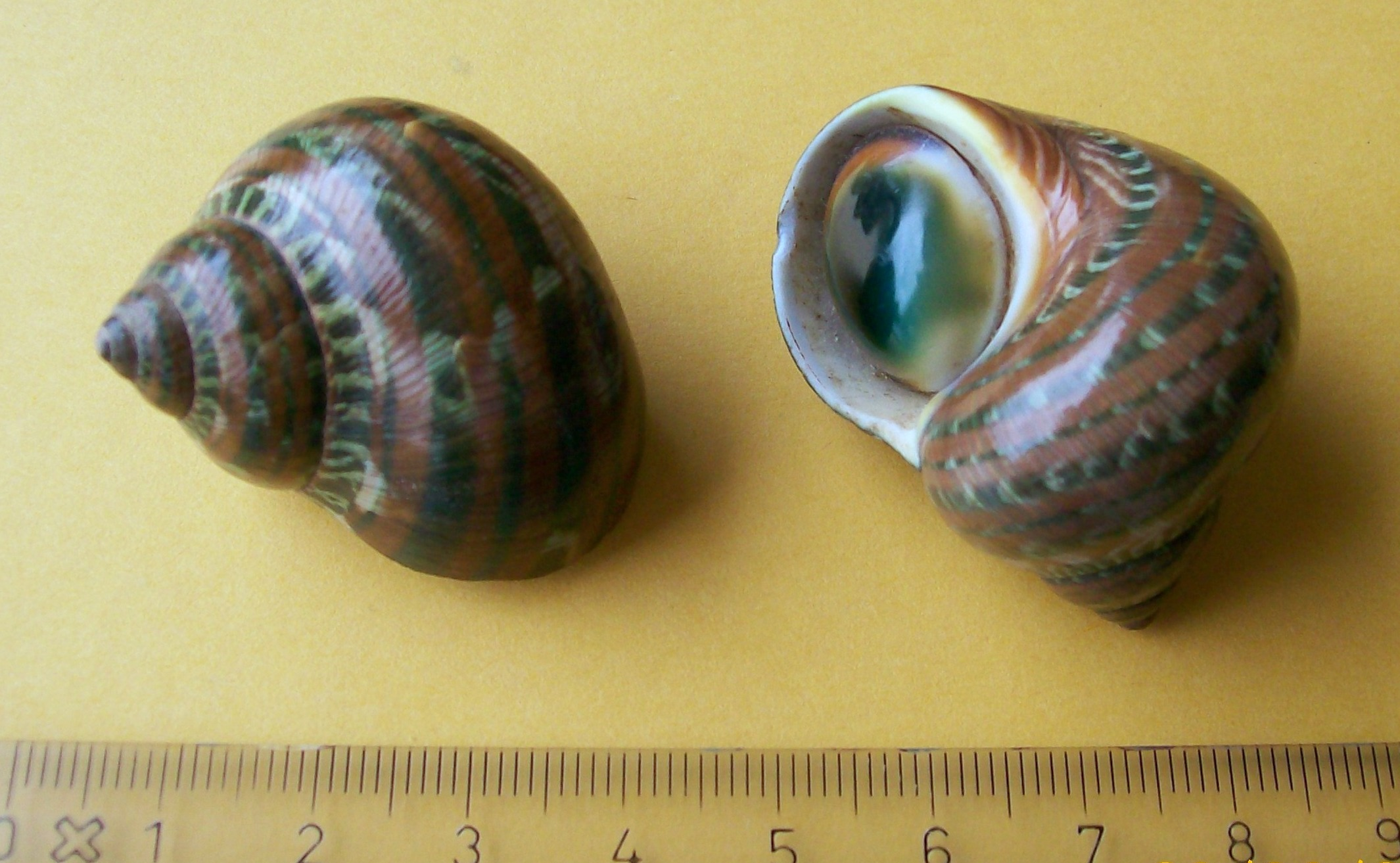
Turbo petholatus
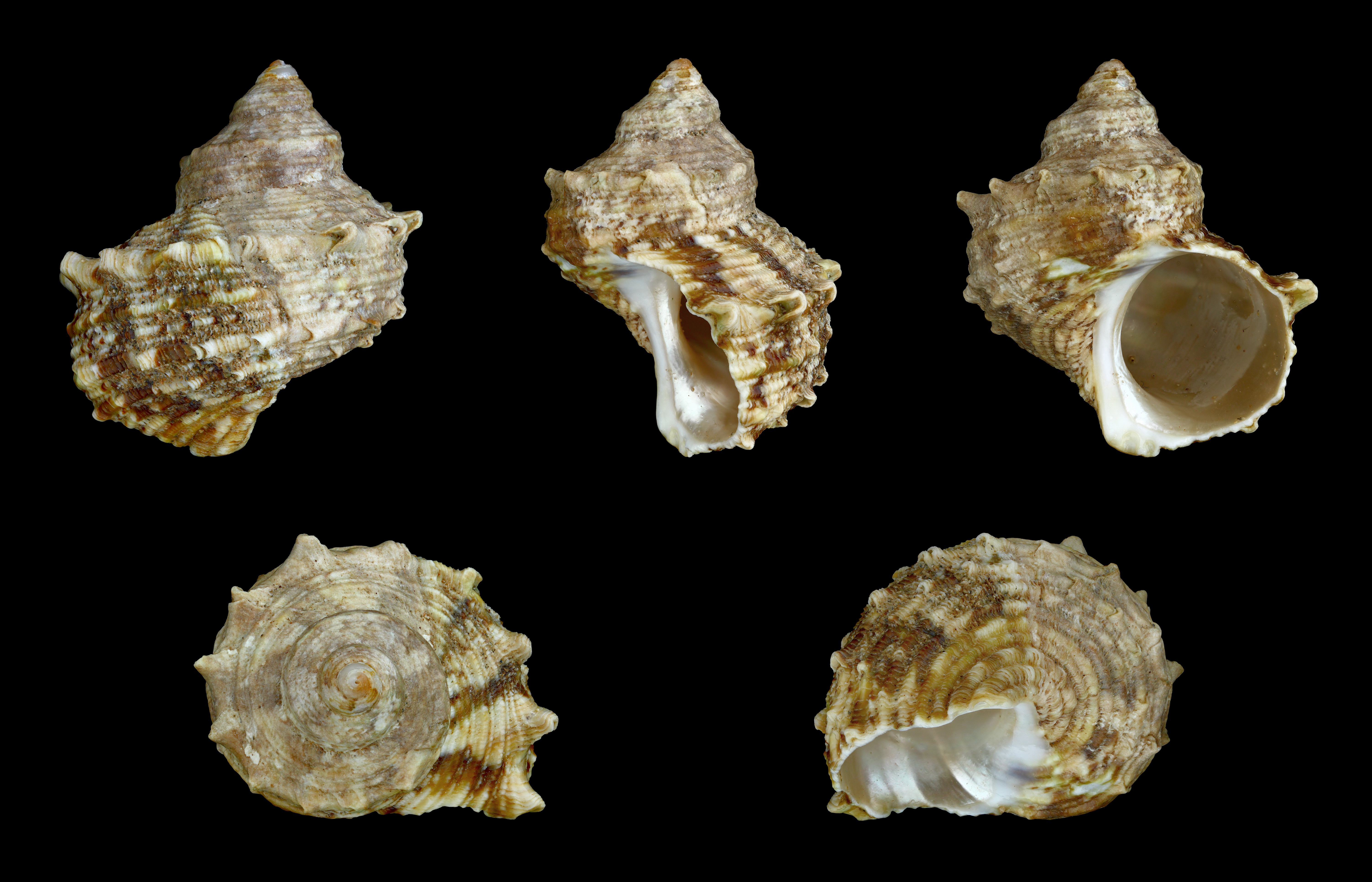
Turbo radiatus
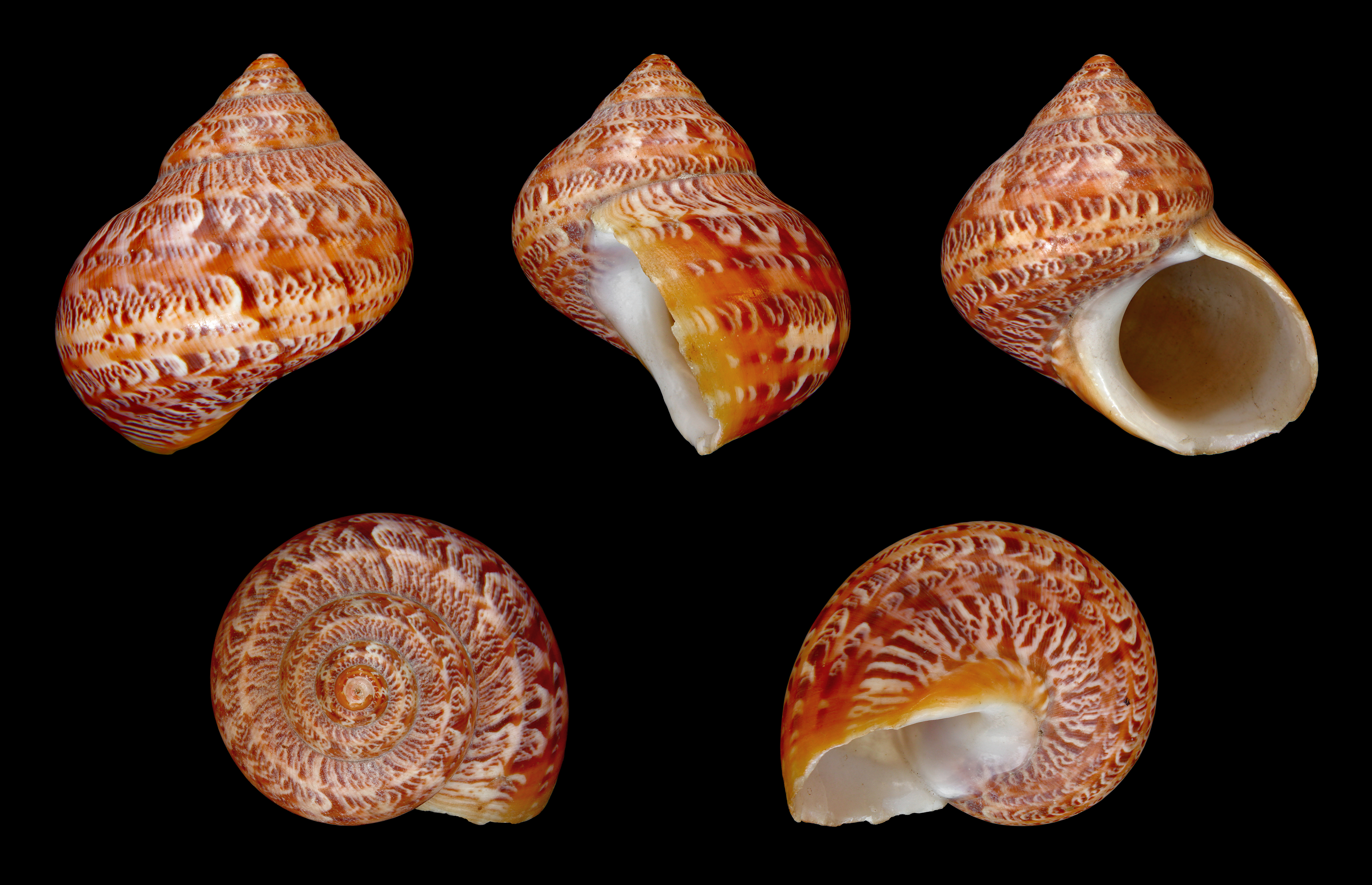
Turbo reevei
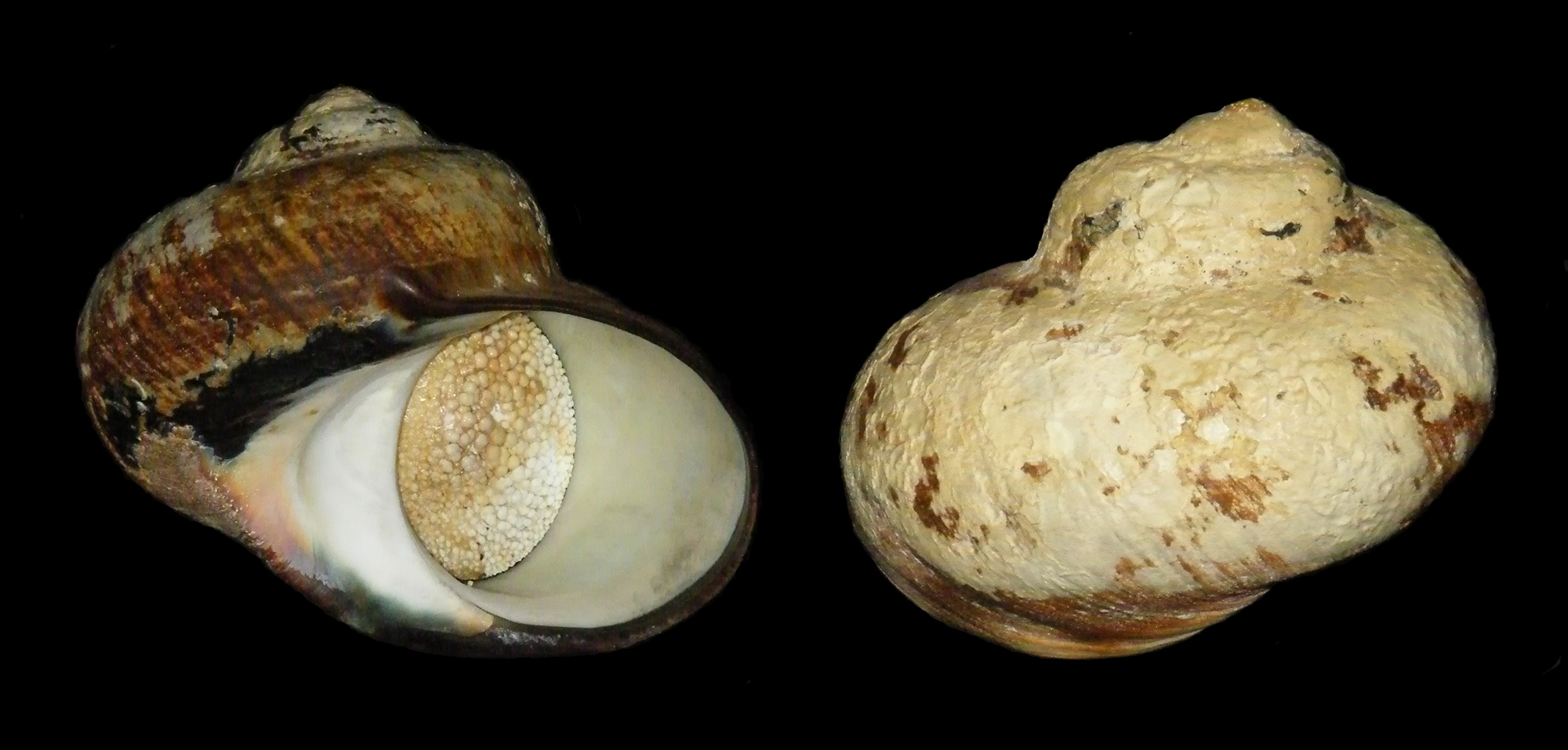
Turbo sarmaticus
Turbo sarmaticus
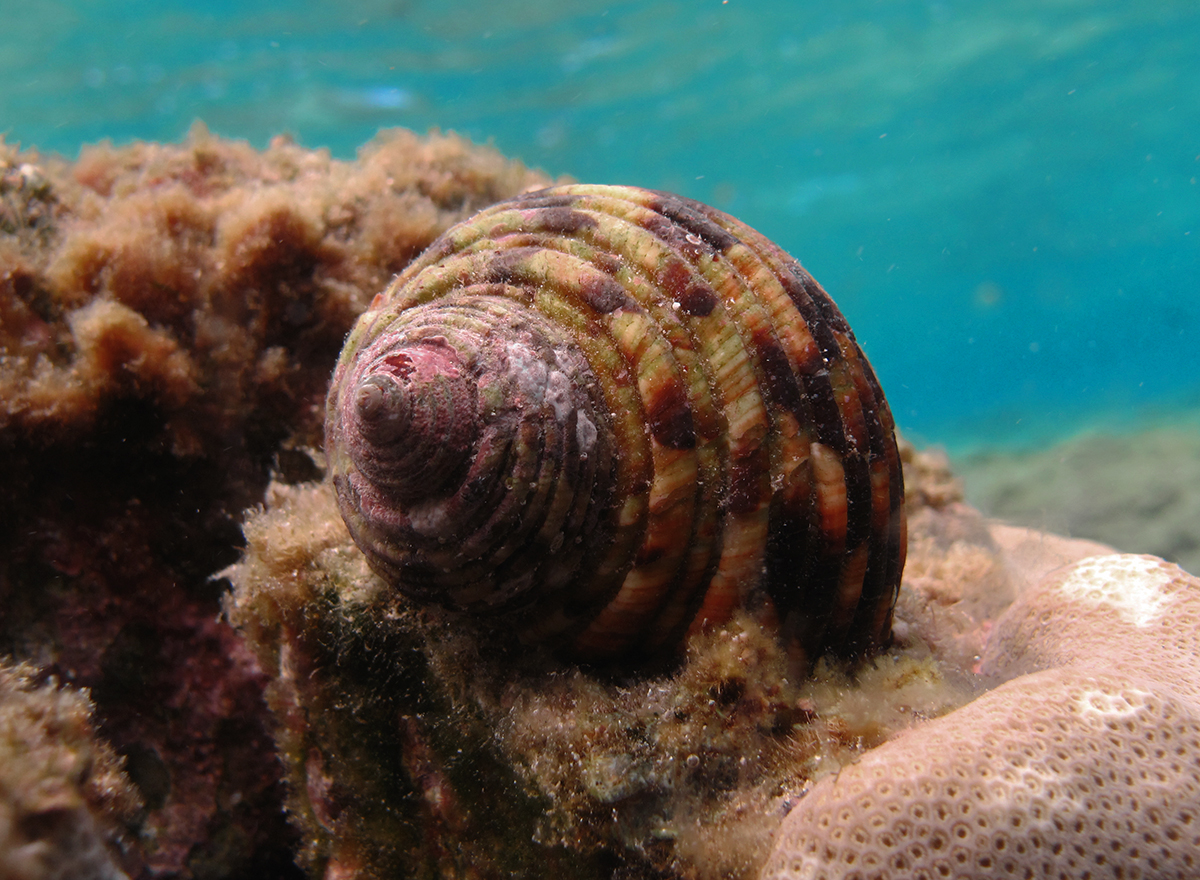
Turbo setosus
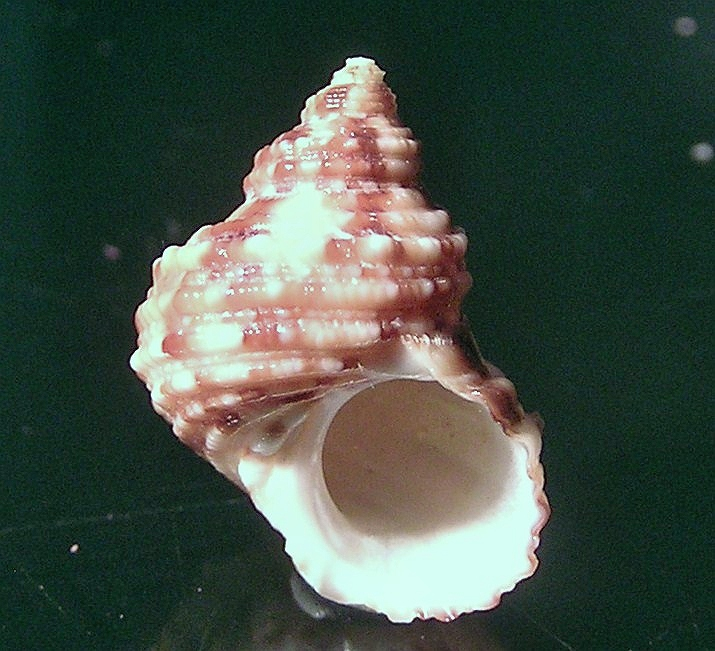
Turbo smithi
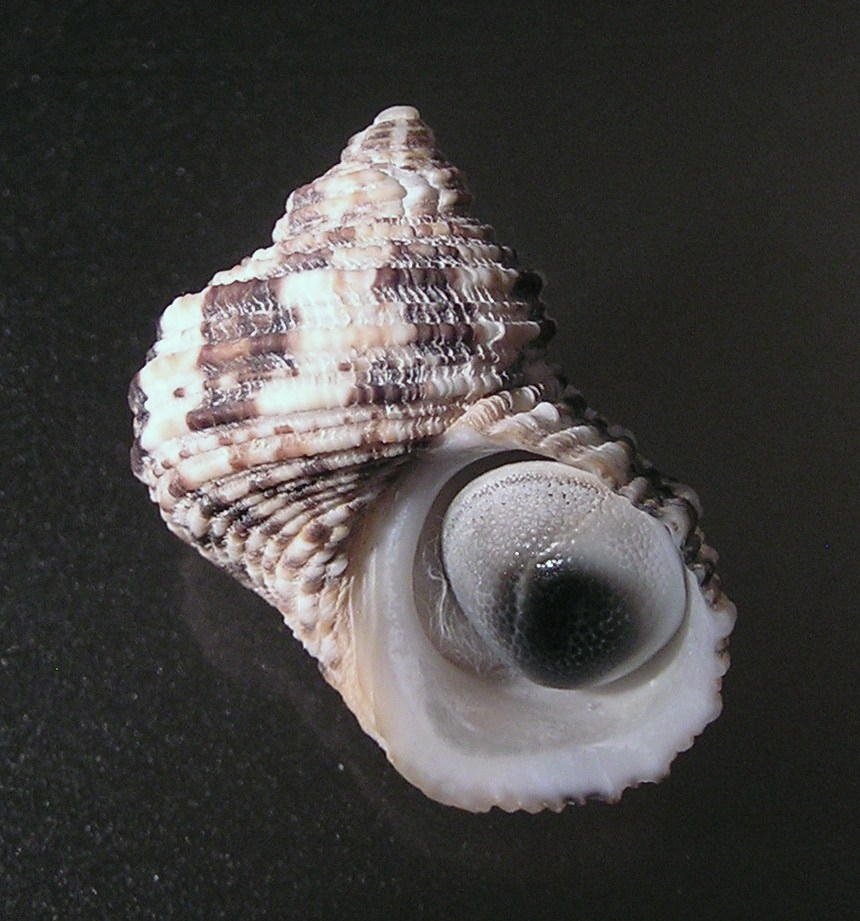
Turbo ticaonicus
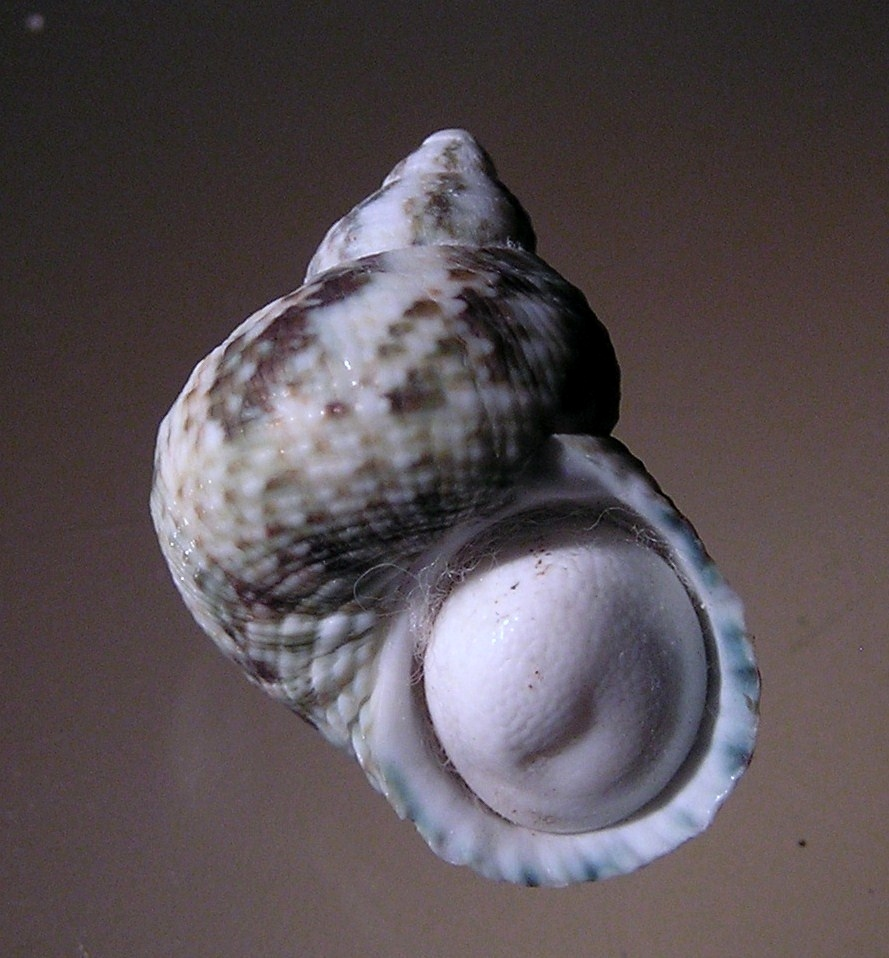
Turbo necnivosus